# Antonow An-70
Die An-70 ist ein von Antonow entwickeltes Transportflugzeug für Mittel- und Langstrecken. Es sollte ursprünglich die An-12 der Sowjetunion ersetzen und wurde nach deren Auflösung gemeinsam durch Russland und die Ukraine weiterentwickelt. Der Erstflug war 1994, bisher kam es jedoch zu keiner Serienproduktion. Angetrieben wird die An-70 von vier Turboprop-Triebwerken des Typs Iwtschenko Progress D-27. Sie ist nach der Antonow An-22 der zweite Antonow-Flugzeugtyp mit gegenläufigen Propellern.

## Geschichte
Die Projektarbeiten für einen Nachfolger der An-12 begannen Mitte der 1970er Jahre. Nach dem Rollout am 20. Januar 1994 erfolgte der Erstflug des Prototyps am 16. Dezember 1994. Diese Maschine stürzte beim vierten Erprobungsflug am 10. Februar 1995 nach einer Kollision mit dem An-72-Begleitflugzeug über Borodjanka bei Kiew in einen Wald und explodierte. Die siebenköpfige Besatzung unter Sergei Maksimow überlebte den Absturz nicht. Der zweite Prototyp flog erstmals am 24. April 1997. Ein Triebwerksausfall am 27. Januar 2001 führte zu einer Bruchlandung, bei der die Maschine erheblich beschädigt wurde. Die Maschine wurde repariert und führt wieder Erprobungsflüge durch.

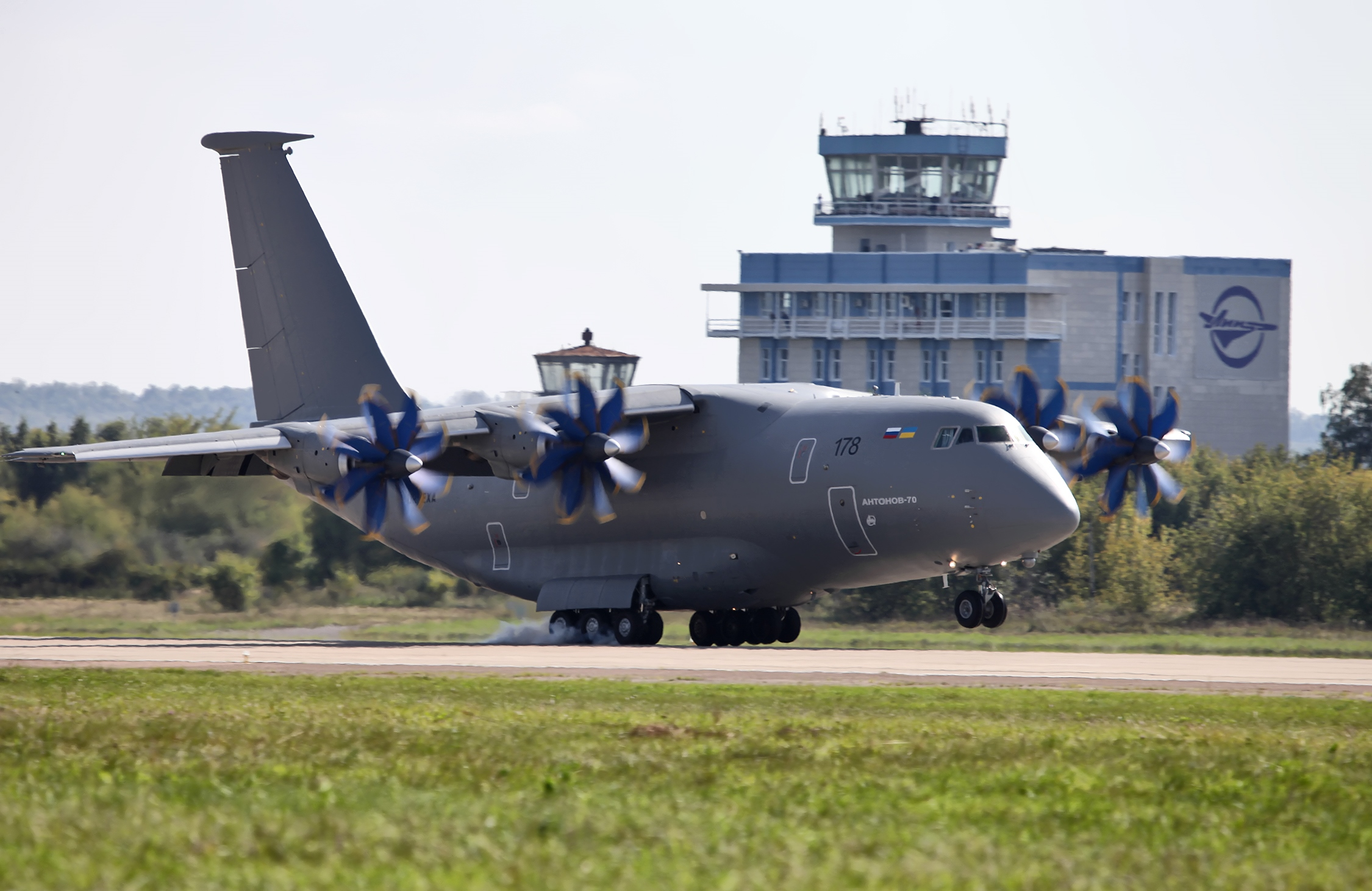
Antonow An-70 auf der MAKS 2013

Ende des Jahres 1997 zog die Bundeswehr die Antonow An-70 als Nachfolger der Transall und Alternative zum Airbus A400M bei der Auswahl eines größeren europäischen Transportflugzeugs (Future Large Aircraft) in Betracht. Im Sommer 1998 wurde eine vom Bundesministerium der Verteidigung beauftragte Studie gemeinsam mit Antonow, russischen und ukrainischen Zulieferern, der DASA-Military Aircraft und DASA Deutsche Airbus in Hallbergmoos bei München durchgeführt. Die Untersuchung sollte klären, wie weit die An-70 den Anforderungen der europäischen Luftwaffen entspricht (European Staff Requirements) und wie groß der Umfang der eventuell erforderlichen Modifikationen sein würde.
Das Ergebnis zeigte, dass die An-70 bezogen auf Nutzlast, Geschwindigkeit, Reichweite sowie Lande- und Starteigenschaften die Anforderungen des ESR erfüllte bzw. übererfüllte. Die damalige Cockpitauslegung (Fünf-Mann-Cockpit) und die Triebwerkssteuerung dagegen entsprachen nicht den Anforderungen und hätten komplett neu entwickelt werden müssen („westernising“). Außerdem entsprachen die Werkstoffe, Normen und weitere Zulassungskriterien nicht den westlichen Anforderungen und hätten teilweise umfangreiche Neuentwicklungen erfordert.
Dies war aber nicht der Hauptgrund, die An-70 als neues europäisches Transportflugzeug nicht weiter in Betracht zu ziehen. Ausschlaggebend waren die Risiken einer langfristigen industriellen Zusammenarbeit (30 Jahre und mehr) und Zweifel an der Aufrechterhaltung der erforderlichen technischen Unterstützung über Jahrzehnte hinweg. Die Risiken wollten weder die DASA noch der öffentliche Auftraggeber übernehmen. Außerdem war der Wunsch vorhanden, eine europäische Unabhängigkeit bei der Neubeschaffung von Wehrtechnik zu erreichen. So wurde schließlich der Entscheidung anderer europäischer Regierungen folgend Airbus mit der Konstruktion der A400M beauftragt.
Auf der Luft- und Raumfahrtmesse MAKS 2009 unterzeichneten Russland und die Ukraine ein Abkommen über die Wiederaufnahme des Projektes. Der Russische Rüstungsplan soll 2010 den Kauf von 40 Maschinen vorgesehen haben.
Zur Aufnahme der Produktion wurde die An-70 grundlegend überarbeitet, vor allem erhielten die Triebwerke, die Auftriebshilfen und die Cockpitausrüstung ein Upgrade. Der so überarbeitete zweite Prototyp absolvierte Ende September 2012 erfolgreich die Flugtests. Zunächst sollten drei Maschinen für die ukrainische Luftwaffe gebaut werden. Der erste Rumpf der neuen Serie wurde im Dezember 2012 fertiggestellt und dem ukrainischen Ministerpräsidenten Mykola Asarow präsentiert. Nach Angaben von Antonow wurde 2012 mit Volga-Dnepr Airlines ein Abkommen geschlossen, um den Verkauf der weiterentwickelten An-70T zu fördern. Demnach sollte Volga-Dnepr der Launch Customer für die An-70T werden.
Nachdem Russland schon 2013 verlauten ließ, stattdessen die Il-476 weiterzuentwickeln, wurde die Zusammenarbeit während des Kriegs in der Ukraine seit 2014 beendet. So soll Juri Tereschchenko, der neue Vorsitzende der ukrainischen Dachorganisation der ukrainischen Rüstungsindustrie Ukroboronprom, in einem Presseinterview erklärt haben, dass künftig keine militärische Ausrüstung an Russland mehr geliefert werde. Zwar hatte der russische Ministerpräsident Medwedew 2012 erklärt, der russische Konzern UAC werde die An-70 bauen und dafür in Kasan ein neues Werk errichten. Russland plant jedoch mit der Tupolew Tu-330 eine Alternative zur An-70. Am 2. März 2015 wurde die An-70 von der offiziellen Rüstungsliste Russlands gestrichen. Die Ukraine stand vor dem Problem, russische durch West-Komponenten ersetzen zu wollen; auch französische Triebwerke standen zur Diskussion.
Bei der Pariser Luftfahrtschau 2015 kündigte der Antonow-Präsident und Chefkonstrukteur Dmitry Kiwa an, aus der An-70 die An-188 entwickeln zu wollen. Bei diesem Flugzeug sollen die Propellerturbinen durch Turbofans ersetzt werden. Außerdem soll eine Mischung aus ukrainischen und westlichen Komponenten verwendet werden. Bei der maximalen Abflugmasse werden 140 Tonnen mit einer Nutzlast von 40 Tonnen angepeilt. Das Flugzeug wäre dadurch mit dem Airbus A400M vergleichbar.
2017 wurde ein Projekt unter der Bezeichnung An-77 vorgestellt. Dafür soll die An-70 vier Turbofans erhalten, und zwar für den US-Markt vier CFM56-5A16 und für den chinesischen Markt vier D-30KP. Bei der für China vorgesehene Version soll der Rumpf um zwei Meter verlängert werden.
Die An-112KC (Ukrainische Bezeichnung An-122KS) war eine Tankerversion auf Basis der An-70 mit zwei Strahltriebwerken. Antonow bewarb sich in der KC-X-Ausschreibung der USAF für einen Auftrag von 373 Flugzeugen. Konkurrenten waren die Boeing KC-767 und die EADS A330MRTT. Der Vorschlag für die An-112KC wurde disqualifiziert, bevor die US Air Force diesen überhaupt geprüft hatte. Angeblich war die Offerte fünf Minuten nach Ausschreibungsende eingereicht worden. Der anschließende Protest der Firma Antonow wurde vom US GAO abgewiesen. Die An-112KC wäre an den inneren Triebwerkspositionen mit GE GEnx-1B74/75, Engine Alliance GP7277 oder P&W PW4074/74Ds ausgerüstet worden. An der Stelle, wo beim An-70-Flügel das äußere Triebwerk positioniert ist, wäre bei der An-112KC ein Schlauchtrommelbehälter (Sonde und Fangtrichter) für die Luftbetankung angebracht worden. Das Heck über der Laderampe wäre stark überarbeitet und oberhalb des Endes der Laderampe ein Betankungsboom (Tankausleger) angebracht worden. Nach dem Ausscheiden aus der KC-X-Bewerbung wurde das Projekt nicht mehr weitergeführt.
| Baunummer | Bemerkung |
| --------- | --- |
| 01-01     | Erster Prototyp, am 10. Februar 1995 abgestürzt nach Kollision mit Begleitflugzeug                                                |
| 01-02     | Statische Belastungszelle, als Ersatz für die 01-01 zum 2. Prototyp ausgebaut. Nach Bruchlandung repariert. Als UR-EXA im Einsatz |
| 01-03     | Statische Belastungszelle, als Ersatz für die zum 2. Prototyp ausgebauten 01-02 Belastungszelle                                   |
| 01-04     | Kompletter Flugzeugrumpf im Rohbau                                                                                                |
| 01-05     | Kompletter Flugzeugrumpf im Rohbau                                                                                                |

## Weitere Versionen
- An-70PS – SAR-Version
- An-70T – zivile Frachtmaschine.

## Technik

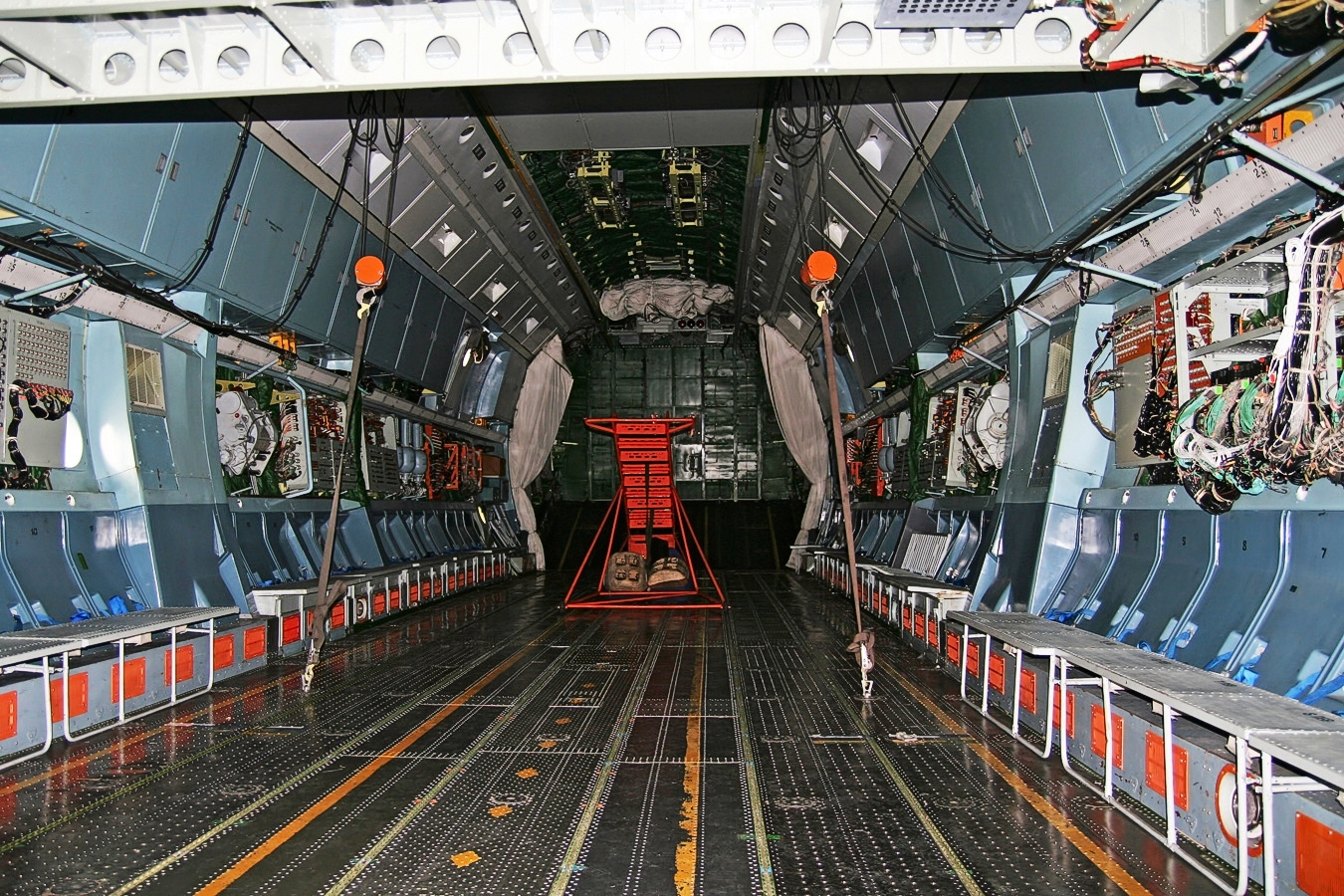
Laderaum der UR-NTK

Die An-70 ist ein militärisches Transportflugzeug mit vier Propellerturbinentriebwerken, das mit einer kurzen Start- und Landestrecke auskommt. Der Laderaum (Querschnitt 4,00 m × 4,10 m) kann bis zu 47 t Nutzlast aufnehmen. Güter bis zu 20 t Gewicht können aus großer und niedriger Höhe abgesetzt werden.
Mit einer Nutzlast von 20 bis 35 Tonnen hat die An-70 eine Reichweite von 5000 bis 6600 Kilometern. Dabei fliegt sie mit einer Reisegeschwindigkeit von 750 km/h.
Ein Merkmal der An-70 sind die von dem Triebwerk Progress D-27 angetriebenen zwei gegenläufigen Luftschrauben. Dabei hat der vordere Propeller acht, der hintere sechs Blätter. Durch die Gegenläufigkeit wird eine Aufhebung des Propellerdralls und eine Verbesserung des Vortriebswirkungsgrads erreicht, was eine höhere Reisegeschwindigkeit bei reduziertem Kraftstoffverbrauch (etwa 25 % gegenüber Turbofantriebwerken) erlaubt. Außerdem wird die Lärmemission verringert. Zusätzlich wird durch das verringerte Triebwerksdrehmoment die Aufhängung des Triebwerks an den Tragflächen statisch vereinfacht. Diesen Vorteilen des Antriebskonzepts stehen als Nachteile ein höheres Getriebegewicht sowie höherer Wartungsaufwand für das Getriebe gegenüber.
Um neben einer hohen Reisegeschwindigkeit für den Betrieb von kurzen Start- und Landestrecken (STOL) eine möglichst geringe Mindestgeschwindigkeit zu erreichen, wurden umfangreiche Windkanaluntersuchungen durchgeführt. In mehr als 1400 Windkanalstunden wurden 22 Flugzeugmodelle mit zehn verschiedenen Tragflügeln sowie vier verschiedenen Landeklappenkonfigurationen untersucht. Die meisten Windkanaltests wurden mit einer Triebwerkssimulation durchgeführt. Das Ergebnis waren Tragflächen mit einem moderaten superkritischen Profil, zusammen einem mehrfach unterteilten Landeklappensystem (Fowlerklappen) mit einem doppelten Vorflügel, das einen Landeklappenausschlag von 65° bzw. im äußeren Landeklappenbereich 85° erlaubt. Möglich war dieser ungewöhnliche hohe Landeklappenausschlag durch den Coandă-Effekt, der durch den starken und gleichmäßigen Propellerluftstrom erzeugt wird. Zusätzlich haben die Tragflächen und das Höhenleitwerk Vorflügel. Das Ergebnis waren Tragflächen mit einem maximalen Auftriebsbeiwert von bis zu 7,2. Dies erlaubt beispielsweise eine Endanfluggeschwindigkeit von 176 km/h.

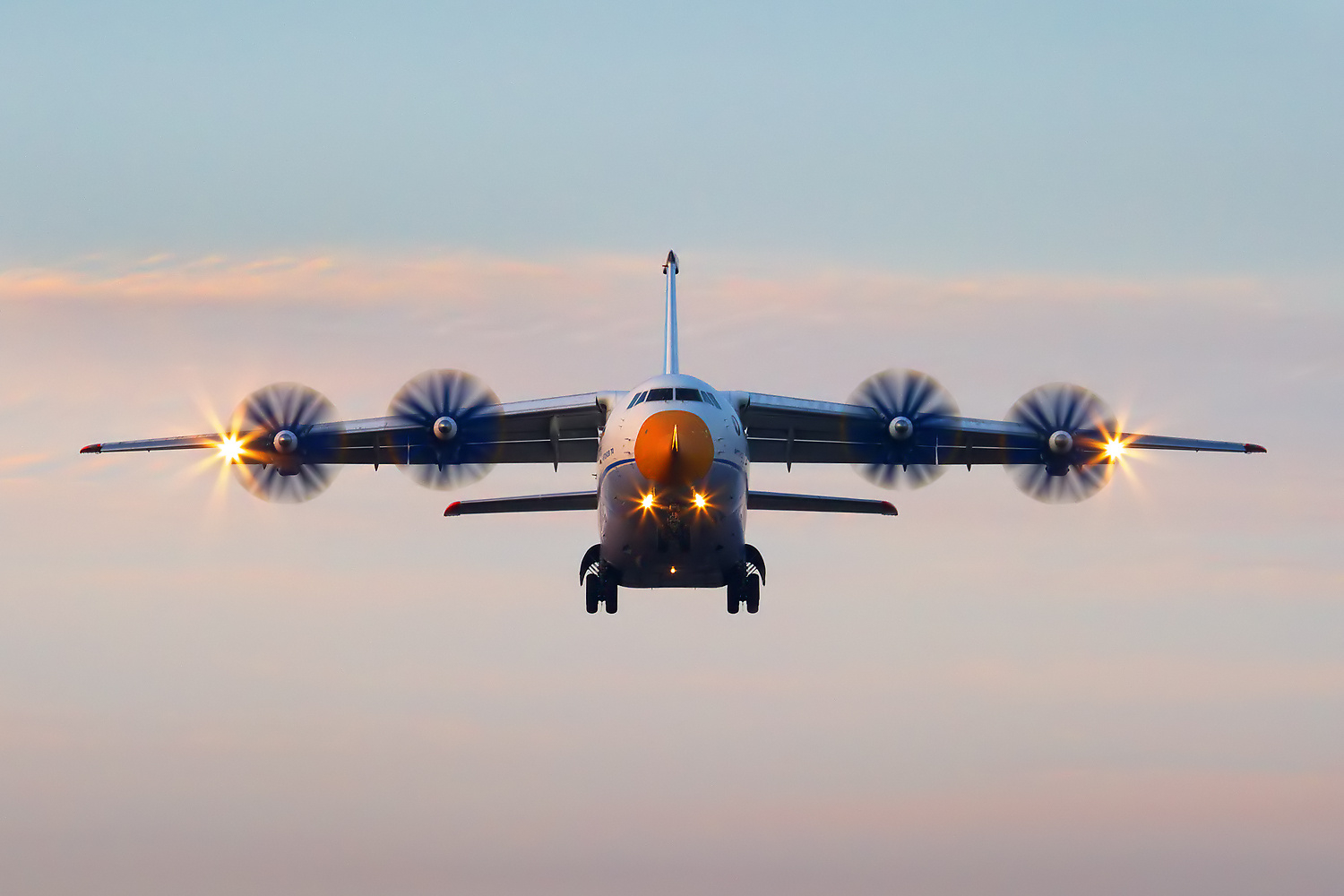
Antonow An-70 im Landeanflug

Der Rumpf und die Tragflächen der An-70 sind in konventioneller Leichtbauweise ausgeführt. Die Zelle ist dabei für 45.000 Flugstunden und 15.000 Landungen ausgelegt. Das Höhen- und Seitenleitwerk besteht aus einer aus kohlenstofffaserverstärktem Kunststoff gefertigten Torsionsbox. Das Seitenruder ist dreigeteilt, das Höhenruder zweigeteilt. Hierdurch wird eine höhere Überlebensfähigkeit des Flugzeuges bei Beschuss durch leichte Handwaffen erreicht.
Die An-70 kann von unbefestigten Start- und Landebahnen aus operieren. Dabei genügen 700 m Startstrecke, um mit 20 bis 30 t Nutzlast abheben zu können. Die Flug-, Navigations- und Systeminformationen werden digital verarbeitet und im Cockpit auf Bildschirmen dargestellt. Ein bordeigenes Überwachungs- und Diagnosesystem erleichtert Wartung und Instandsetzung des Luftfahrzeuges. Mit dem automatisierten autonomen Lastenmanagementsystem des Flugzeuges können unterschiedliche Güter an Bord genommen und aus der Luft oder am Boden wieder abgesetzt werden. Vier elektrische Laufkatzen an zwei Laufschienen, die in der Oberschale des Flugzeuges befestigt sind, können Lasten bis 12 t in den Laderaum heben und im Laderaum bewegen. Zur Ausrüstung des Laderaumes gehören außerdem zwei elektrische Winden mit 1,5 t Zugkraft.

## Technische Daten
| Kenngröße                               | Daten |
| --------------------------------------- | --- |
| Besatzung                               | 3 + 2 Lademeister                                                                                                |
| Länge                                   | 40,73 m |
| Spannweite                              | 44,06 m |
| Höhe                                    | 16,38 m |
| Flügelfläche                            | 200 m² |
| Flügelstreckung                         | 9,7 |
| Frachtraumabmessung (Länge×Breite×Höhe) | 19,10 m × 4,00 m × 4,10 m                                                                                        |
| Leermasse                               | 073.000 kg |
| normale Startmasse                      | 112.000 kg |
| max. Startmasse                         | 135.000 kg |
| max. Zuladung                           | 047.000 kg |
| Höchstgeschwindigkeit                   | 785 km/h |
| Reisegeschwindigkeit                    | 750 km/h in 9.600 m Höhe                                                                                         |
| Landegeschwindigkeit                    | 176 km/h |
| Dienstgipfelhöhe                        | 12.000 m |
| Reichweite                              | - 7.800 km ohne Zuladung - 3.500 km mit 35.000 kg Zuladung - 1.350 km mit 47.000 kg Zuladung (maximale Zuladung) |
| Startstrecke                            | - 0.700 m mit 20.000–30.000 kg Zuladung - 1.800 m mit 47.000 kg Zuladung (maximale Zuladung)                     |
| Landestrecke                            | 1.900 m |
| Triebwerke                              | 4× Iwtschenko Progress D-27-Propellerturbinen mit je 10.440 kW                                                   |